# 경북도서관
경북도서관은 경상북도 예천군에 있는 경상북도 대표도서관(대표도서관법에 따름)이다.

## 연혁
- 2019년 11월 13일 개관.